# Sabina Karlsson
Sabina Karlsson, född 26 september 1988 i Växjö, är en svensk fotomodell.

## Biografi
Karlsson växte upp i Växjö. Hon är av gambisk och svensk härkomst.

## Karriär
Karlsson började som modell vid 4 års ålder; hon upptäcktes i en svensk frisersalong. Hon arbetade ursprungligen för Teen Vogue, Jean-Paul Gaultier och Armani, men ändrade till större storlek 2010 så att hon kunde bibehålla sin naturliga vikt. Hon kämpade med att krympa ner till amerikansk storlek 2 vid 17 års ålder. Som modell i större storlek har hon gått för Michael Kors, Christian Siriano och Chromat. Hon har arbetat för H&M, J. Crew, Levi's, Lane Bryant, River Island, L'Oreal, och Maybelline.